# یانرا
یانرا (به اسپانیایی: Llanera) دهستانی در استان آستوریاس اسپانیا است.
بر اساس آمار سال ۲۰۲۰ در این دهستان ۱۳٬۶۹۵ نفر زندگی می‌کنند. مساحت این دهستان ۱۰۶٫۶۹ کیلومتر مربع است.